# Chabuata ochrias
Chabuata ochrias là một loài bướm đêm trong họ Noctuidae.